# Artrite inflamatória
Artrite inflamatória é um grupo de doenças que inclui a artrite reumatoide, artrite psoriática, doença inflamatória intestinal, doença de Still do adulto, esclerodermia, artrite idiopática juvenil e lúpus eritematoso sistémico.